# Christian Djoos
Christian Djoos (Gotemburgo, 6 de agosto de 1994)  é um jogador profissional de hóquei no gelo sueco que atua na posição de defensor pelo Washington Capitals, da NHL.

## Carreira
Christian Djoos começou sua carreira no Brynäs IF.

## Títulos

### Washington Capitals
- Stanley Cup: 2018